# Ponte romano di Solestà
Il ponte romano di Solestà è un ponte della città marchigiana di Ascoli Piceno. La costruzione risale al periodo dell'età augustea e si getta arditamente tra le incassate rive del fiume Tronto.

## Storia
Il suo ideatore è rimasto ancora oggi ignoto. Nel corso del tempo, già in epoca romana ha beneficiato di opere di restauro. Si notano infatti inseriti frammenti di fregi dorici al posto di pietre cadute. Tra il 1929 ed il 1930 e successivamente tra 1937 ed il 1938 è stato oggetto di ulteriori interventi conservativi. 
L'opera di consolidamento che maggiormente ha influito sulla sopravvivenza del ponte è quella avvenuta nell'anno 1938, curata dall'ingegnere ascolano G. Viccei in occasione del bimillenario di Augusto.
Fra gli interventi che hanno maggiormente modificato la struttura organica del ponte, si ricorda lo svuotamento della parte interna per inserire una nuova e più moderna struttura di cemento che fungesse da scheletro e sostenesse al meglio le architetture originali d'età romana. Un cippo ricorda questo restauro e reca la scritta:
"ROMANUS PONS A VETUSTATE FRACTUM FIRMITER AC COSTANTER INTUS ROBORATUS A.D. MCMXXXIX A FASC. REST. XVII."
Il 25 luglio 1943 dal cippo sono state cancellate la data ed il fascio littorio, sostituito con lo stemma della città di Ascoli.

## Architettura

### Composizione esterna
Il ponte ha l'aspetto tipico delle opere romane ed è realizzato in opera quadrata di travertino a murazione liscia seguendo il canone architettonico dell'orizzontalità e della uniforme altezza degli strati. La lunghezza delle pietre utilizzate è variabile, ma tutte sono ordinatamente posizionate in modo che la commettitura verticale poggi sul pieno della pietra sottostante. Ancora oggi collega il centro della città con il quartiere di Porta Cappuccina.
La struttura, semplice ed elegante, è decorata da uno zoccolo, alto 5 m. dal pelo dell'acqua, che costituisce anche il basamento da cui si sviluppa un ordine di pilastri addossati agli speroni di roccia. Gli zoccoli, di entrambi i lati, presentano lesene mancanti di base sormontate da un capitello in stile dorico cui segue una fascia architravata, di cm. 20,  che risulta anche essere il punto di avvio e sviluppo dell'arco il cui raggio è di m. 10,70. L'apertura del fornice è messa in evidenza dai cunei, ognuno di un solo pezzo, sovrastati da una cornice sporgente, costituita da una gola ed un listello, che segue tutto il contorno dell'arco per un'altezza complessiva di m. 1.80.  Il livello del piano stradale è scandito dalla presenza di un'altra fascia.
Al termine del piano stradale del ponte, si nota sul muro di una privata abitazione che si affaccia sul piccolo slargo antistante la fonte di Sant’Emidio, la presenza di un capitello votivo del XVIII secolo. Si compone di due cariatidi ed un affresco dedicato alla Sacra Famiglia contenuto all'interno dell'unica nicchia. Al di sopra dell'arco due genietti sostengono uno stemma.

### Struttura
La struttura del ponte è costituita da un'unica campata realizzata con un maestoso arco a tutto sesto. 
Il suo piano stradale, da sponda a sponda, è di m. 62, la luce dell'arco è di m. 22.20, l'altezza al piano stradale è di m. 25, la larghezza è di m. 6.50, di cui utili m. 5.50. Queste misure erano straordinarie per l'epoca della sua edificazione, maggiori di queste appartennero soltanto al ponte sul Danubio, costruito al tempo di Traiano, a quello di Alcantara sul Tago, in Spagna, ed al Ponte di Augusto a Narni  in provincia di Terni, del quale ci pervengono solo i resti dei piloni ed un arco minore.
Il ponte è visitabile all'interno attraverso un corridoio d'ispezione il cui ingresso si trova nella testata esterna con accesso dalla porta dell'edificio che lo fiancheggia. Interventi di scavo hanno rivelato la stratigrafia di differenti lastricati stradali succedutisi nel tempo. Quello di epoca romana era realizzato in travertino e conserva visibili i segni delle carreggiate.
Dato il valore archeologico, è considerato uno dei ponti più rappresentativi della tecnica e della civiltà romana avendo conservato integralmente le sue caratteristiche costruttive.

### Restauri e modifiche
A seguito di alcuni restauri, il ponte è stato completamente svuotato dei blocchi di travertino posti nella parte interna e quelli a vista sono stati collegati e consolidati per ottenere il massimo della stabilità; all'interno dello spazio vuoto della struttura è stato gettato un nuovo ponte in cemento armato agganciato al ponte di epoca romana, che collega le due sponde del fiume. Il ponte interno non è visibile in alcun punto ed assolve sia alla funzione di sostenere la carcassa del ponte che lo contiene e sia di sopportare le vibrazioni del traffico motorizzato.
Dentro i piloni sono stati ricavati spazi di ispezione ed un cunicolo che corre da sponda a sponda. Da queste camere interne è possibile apprezzare la tecnica di costruzione originale, osservare i blocchi di travertino uniti tra loro senza l'impiego di malte e mantenuti insieme dal contrasto dell'arco, oltre che gli strati delle pavimentazioni che si sono sovrapposte nei secoli.

## Galleria d'immagini

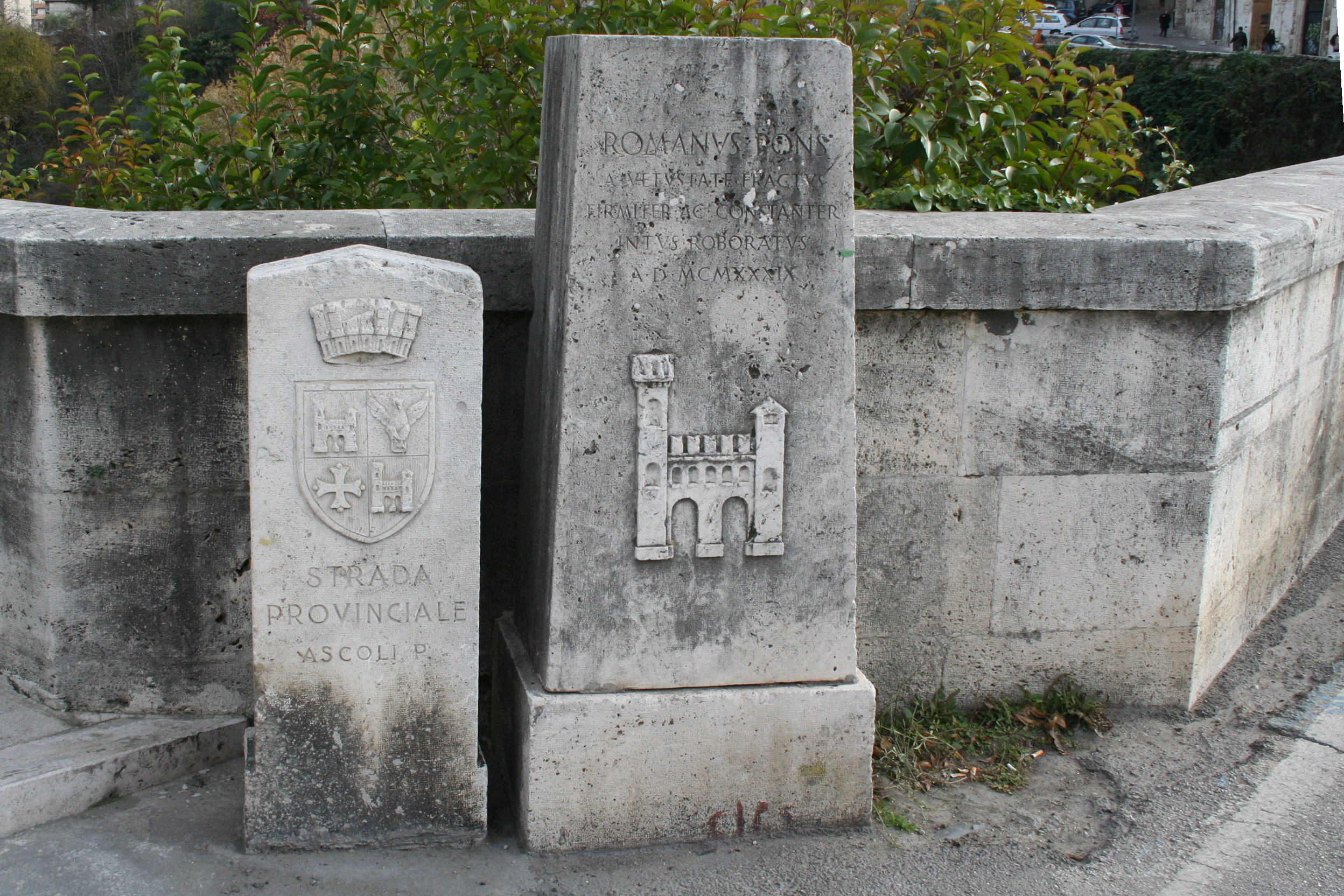
cippo recante epigrafe in latino che ricorda il restauro del 1938
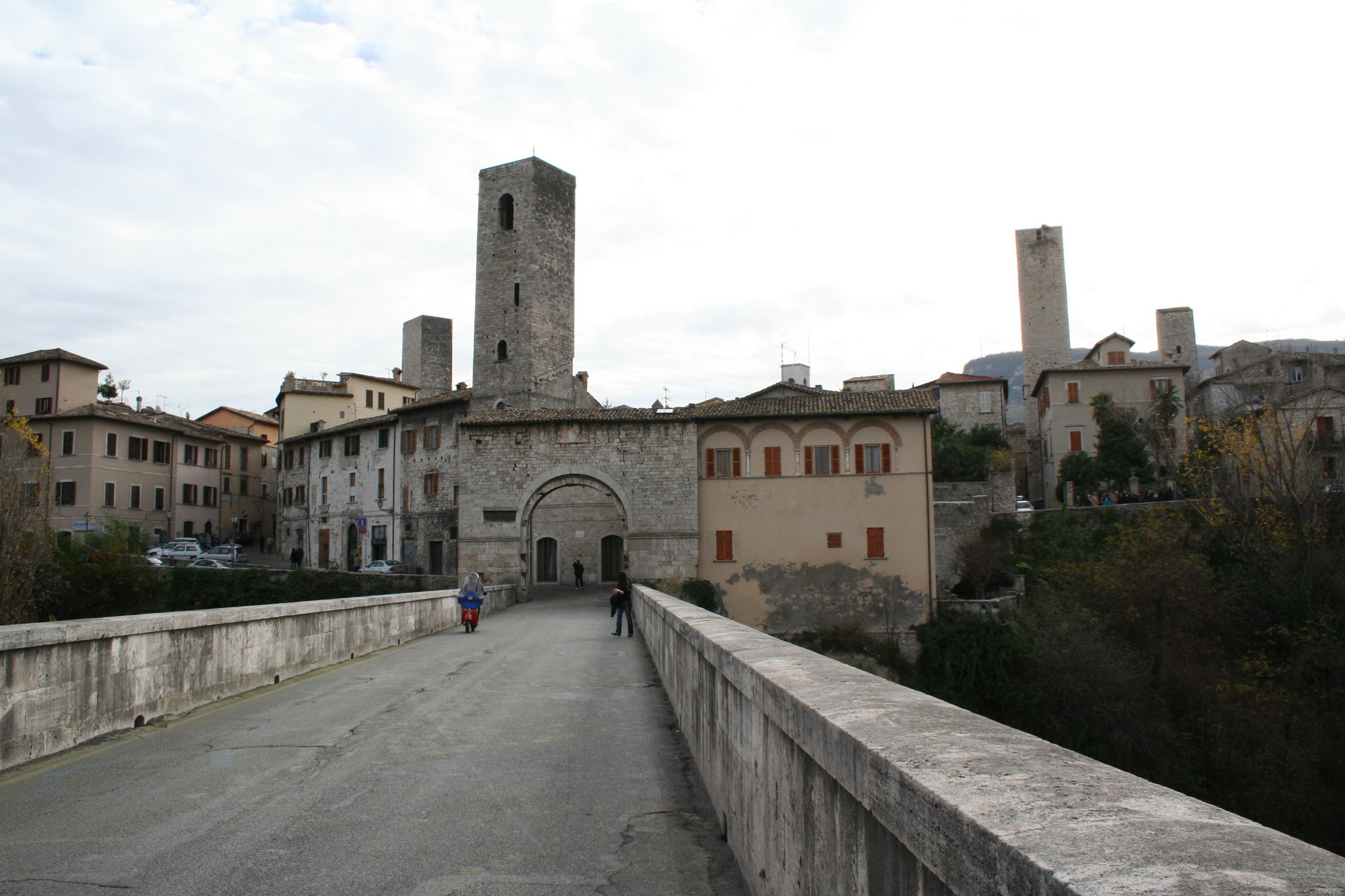
Ponte Romano e Porta Solestà
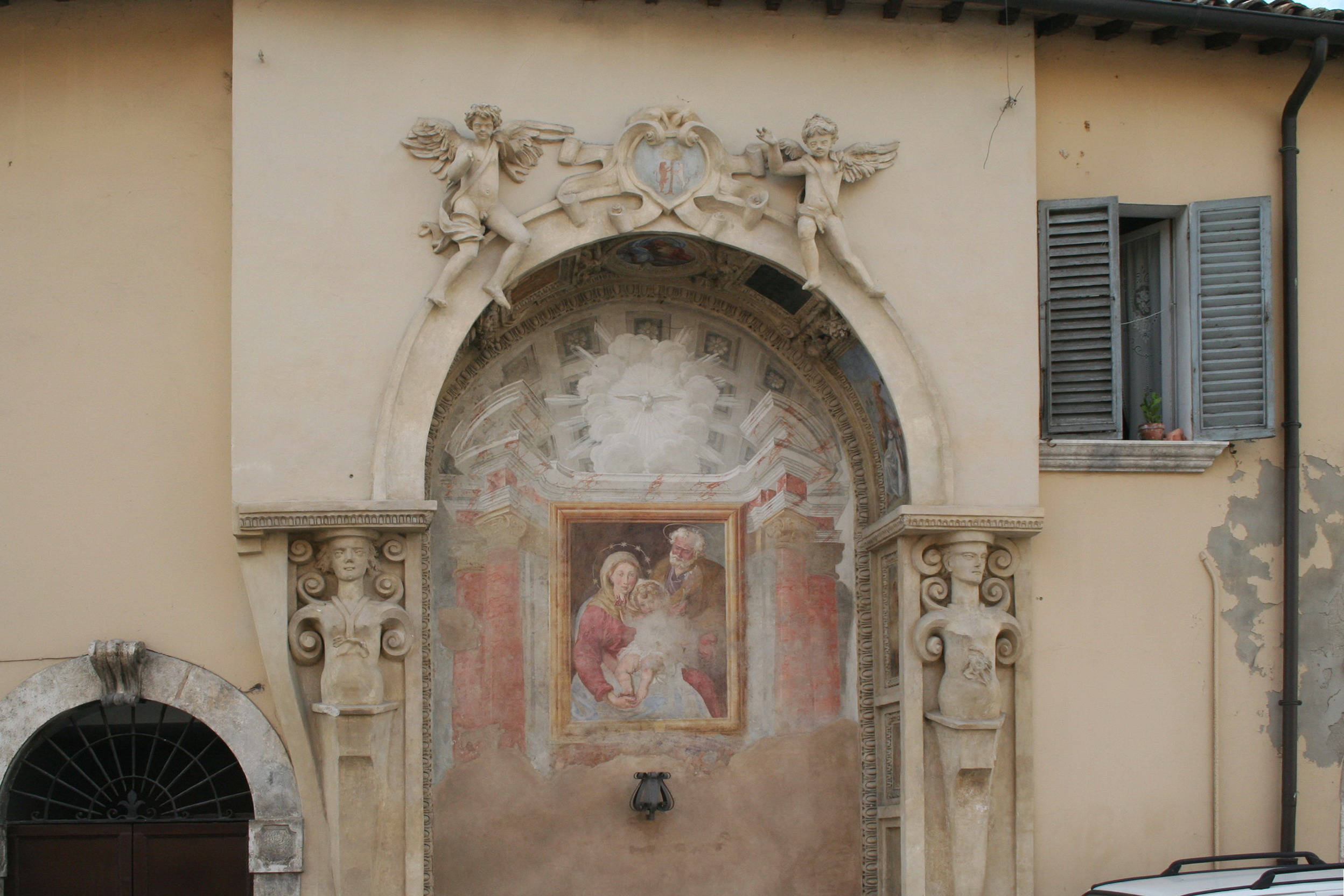
capitello votivo del XVIII secolo